# Кастелно сир л'Овињон
Кастелно сир л'Овињон (фр. Castelnau-sur-l'Auvignon) насеље је и општина у јужној Француској у региону Миди Пирене, у департману Жерс која припада префектури Кондом.
По подацима из 2011. године у општини је живело 175 становника, а густина насељености је износила 17,12 становника/km². Општина се простире на површини од 10,22 km². Налази се на средњој надморској висини од 166 метара (максималној 209 m, а минималној 98 m).

## Демографија
| 1962. | 1968. | 1975. | 1982. | 1990. | 1999. | 2011. |
| ----- | ----- | ----- | ----- | ----- | ----- | ----- |
| 135   | 157   | 147   | 148   | 139   | 161   | 175   |

График промене броја становника у току последњих година